# 卡大地布部落
卡大地布部落，又稱為卡地布部落（Katripulr）、知本部落，舊稱為卡砦卡蘭部落(Kazekalan)，是位於臺灣臺東縣臺東市，原住民族委員會核定的一個卑南族部落，為卑南族傳統四大部落之一，行政區劃上屬於臺東市的知本、建業兩里。

## 名稱
部落名「卡大地布」有在一起或團結之意，別名「知本」（Ti-pún）則為日治時代與戰後官方從部落名中擷取音節的閩南語漢字轉寫，並使用於部落周邊諸多事物，如知本車站、知本溫泉等。
廣義的知本地區橫跨台東市與卑南鄉。範圍為台東市利嘉溪以東的建農里（知本農場）、知本里、建業里（卡大地布/知本部落）、建和里（射馬干部落）、建興里（崎仔頭，一般認知的知本地區交通中心）以及卑南鄉的溫泉村（知本溫泉區及知本國家森林遊樂區）。